# Amblyterus paradoxus
Amblyterus paradoxus är en skalbaggsart som beskrevs av Phillip B. Carne 1975. Amblyterus paradoxus ingår i släktet Amblyterus och familjen Rutelidae. Inga underarter finns listade i Catalogue of Life.